# مقاومت سنجش نیرو

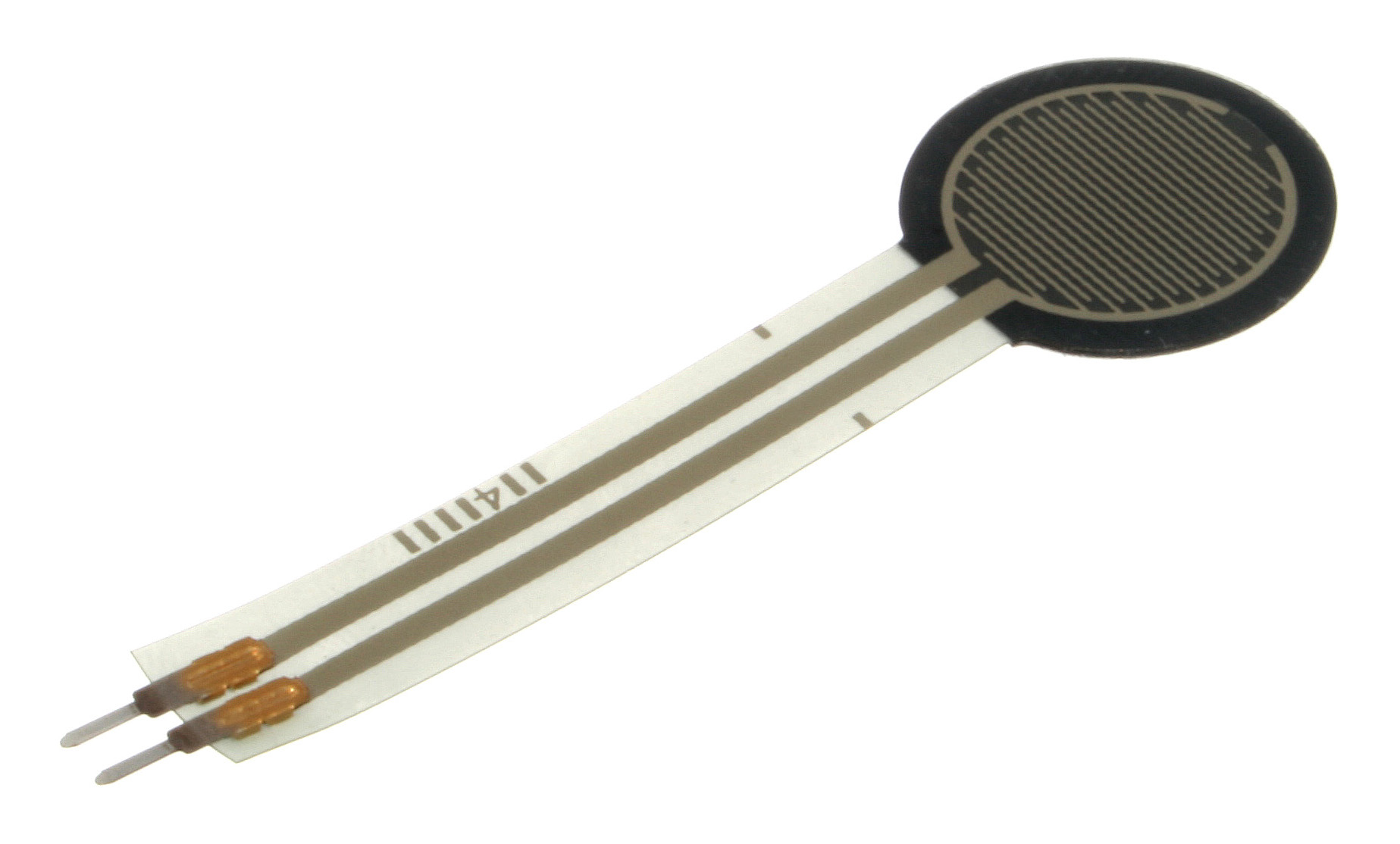
مقاومت حساس به نیرو FSR-402 ساخت شرکت interlink electronics

مقاومت سنجش نیرو ماده‌ای است که مقاومتش هنگامی که نیرو یا فشار بر آن اعمال می‌شود تغییر می‌کند. آن‌ها همچنین به عنوان «مقاومت حساس به نیرو» و همچنین گاهی با مخفف FSR خوانده می‌شوند. توجه کنید که FSR و «Force Sensing Resistor» نشان‌های تجاری شرکت interlink Electronics هستند.

## مشخصات
مقاومت‌های سنجش نیرو از پلیمر رسانا تشکیل شده‌اند، که مقاومتشان به شیوه قابل پیشبینی پیرو نیروی وارد شده بر سطحشان است. این‌ها عموماً به صورت ورقه‌های پلیمر یا جوهری که قابل استفاده به وسیله چاپ سیلک عرضه می‌شوند. فیلم حساس از رسانای الکتریسیته و نارسانا تشکیل یافته. قطعات در اندازه‌های زیر میکرومتر هستند و به صورتی محاسبه شدند که تأثیرپذیری گرمایی را کاهش داده، خصوصیات مکانیکی را افزایش داده و دوام سطحی بیشتری داشته‌باشند. اعمال نیرو بر سطح فیلم حساس موجب می‌شود که دو سطح همدیگر را لمس کرده و مقاومت فیلم تغییر کند. همانند همه سنسورهای بر پایه مقاومت، سنسورهای حساس به نیرو، به خط اتصال (interface) ساده‌ای نیازمند است و می‌تواند در محیط‌های خطرناک رضایت‌بخش عمل کند. در مقایسه با دیگر سنسورهای نیرو، مزیت FSR-ها اندازه آن‌ها (ضخامتشان عموماً کمتر از ۰٫۵ میلی‌متر است)، قیمت کمشان و چقرمگی آنهاست. هرچند، FSR-ها اگر در مدت طولانی به آن‌ها فشار وارد آید خراب خواهند شد. یک ضعف آن‌ها دقت پایین آن‌هاست: اندازه‌گیری‌شان می‌تواند ۱۰٪ یا بیشتر متفاوت باشد.

## کاربردها
مقاومت‌های حساس به نیرو معمولاً در ساخت دکمه‌های حساس به فشار و کاربردهایی در بسیاری زمینه‌ها، شامل سازها و همچنین در درستگاه‌های الکترونیکی قابل حمل دارند.